# American Pie (альбом)
American Pie — альбом американского певца Дона Маклина, изданный в 1971 году. Наиболее известен одноимённой заглавной песней, которая была вдохновлена «Днём, когда умерла музыка». Третья композиция альбома, «Vincent», является данью уважения знаменитому художнику Винсенту ван Гогу.

## Об альбоме
Оригинальный лонгплей 1971 года был посвящён памяти Бадди Холли, в 1980 году он был переиздан без песни «Sister Fatima». На внутреннем буклете оригинального издания пластинки, выпущенного лейблом United Artists Records, находилось стихотворение написанное Маклином о покойном Уильяме Бойде (также известен как Хопалонг Кэссиди), наряду с изображением Бойда в костюме Хопэлонга. Этот буклет был удален в течение года после выпуска альбома. Слова этого стихотворения появились на мемориальной доске в больнице, где умер Бойд. Удаленный материал о Бойде, позже появился на специальном ремастеринговом издание лонгплея на компакт-диске в 2003 году.

## Список композиций
Все композиции написаны Доном Маклином, за исключением отмеченных.
Оригинальное издание (UAS-5535, 1971 United Artists Records).
1. «American Pie»
2. «Till Tomorrow»
3. «Vincent (Starry, Starry Night)»
4. «Crossroads»
5. «Winterwood»
6. «Empty Chairs»
7. «Everybody Loves Me, Baby»
8. «Sister Fatima»
9. «The Grave»
10. «Babylon» (Traditional)

Переиздание 1980 года (LN-10037, 1980 Liberty Records, Inc.), без композиции «Sister Fatima».
1. «American Pie» — 8:27
2. «Till Tomorrow» — 2:11
3. «Vincent (Starry, Starry Night)» — 3:55
4. «Crossroads» — 3:34
5. «Winterwood» — 3:09
6. «Empty Chairs» — 3:24
7. «Everybody Loves Me, Baby» — 3:37
8. «The Grave» — 3:08
9. «Babylon» — 1:40

Ремастеринг 2003 года, всего содержит 12 треков :
1. «American Pie»
2. «Till Tomorrow»
3. «Vincent (Starry, Starry Night)»
4. «Crossroads»
5. «Winterwood»
6. «Empty Chairs»
7. «Everybody Loves Me, Baby»
8. «Sister Fatima»
9. «The Grave»
10. «Babylon»
11. «Mother Nature»
12. «Aftermath»

## Участники записи
- Дон Маклин — вокал, гитара, банджо
- Уоррен Бернхардт — фортепиано на «Crossroads»
- Рэй Колкорд — электро-фортепиано
- Tom Flye — ударные на «The Grave», звукоинженер
- Эд Фриман — струнные аранжировки
- Пол Гриффин — фортепиано на «American Pie»
- Ли Хэйс — аранжировки
- Майк Мэинери — маримба, вибрафон
- Roy Markowitz — ударные, перкуссия
- Gene Orloff — концертмейстер
- Bob Rothstein — бас, вокал
- Дэвид Спинозза — электрогитара на «American Pie»
- West Forty Fourth Street Rhythm и Noise Choir — хор

## Хит-парады
| Год  | Хит-парад                    | Высшая позиция |
| ---- | ---------------------------- | -------------- |
| 1972 | U.S. Billboard 200           | 1              |
| 1972 | Australian Kent Music Report | 1              |